# Ignacio María González
Ignacio 'Nacho' María González Gatti (Montevideo, 14 mei 1982) is een Uruguayaanse voetballer die bij voorkeur als aanvallende middenvelder speelt. Hij verruilde in 2016 Nacional voor Montevideo Wanderers.

## Carrière

### Danubio
Nacho González werd op twaalfjarige leeftijd opgenomen in de jeugd van Danubio FC. Hij doorliep er de jeugdreeksen en maakte in 2002 de overstap naar het eerste elftal. Op 16 februari 2002 maakte hij zijn debuut in een wedstrijd tegen Peñarol. In geen tijd werd de Uruguayaanse middenvelder een vaste waarde bij Danubio, met wie hij in 2004 en 2007 kampioen werd. In januari 2008 verhuurde de club hem voor zes maanden aan AS Monaco. Bij de Franse club kwam hij amper aan spelen toe.

### Uitgeleend door Valencia
In de zomer van 2008 haalde Valencia CF hem naar Spanje. González kwam er echter niet vaak aan de bak. De Spaanse topclub leende hem reeds in september uit aan het Engelse Newcastle United, waar hij opnieuw amper speelde. Na afloop van het seizoen keerde González terug naar Valencia, maar in een ploeg met spelers als David Silva, Rubén Baraja, Joaquín en David Albelda kreeg hij geen speelkansen.
In januari 2010 leende de Spaanse club hem uit aan Levadiakos, waar hij voor het eerst sinds lang regelmatig op het veld stond. Nadien keerde hij terug en werd hij door Valencia uitgeleend aan reeksgenoot Levante UD. Ook bij die toenmalige Primera División-club kon González niet doorbreken.

### Standard Luik
In de zomer van 2011 liep het contract van González bij Valencia af. De Spaanse club liet hem in juli 2011 transfervrij vertrekken naar Standard Luik. De Uruguayaan tekende bij de Rouches een contract voor twee seizoenen met een optie voor nog één jaar. Na anderhalf jaar verhuurde Standard hem aan Hércules CF en in de zomer van 2013 vertrok hij naar Nacional.

### Montevideo Wanderers
In 2016 vertrok González naar Montevideo Wanderers.

## International
Nacho González debuteerde op 1 maart 2006 in het eerste elftal van Uruguay. Zijn eerste interland was een vriendschappelijke wedstrijd tegen Engeland. Hij viel na 88 minuten in voor Diego Pérez. Ook Carlos Valdez en Alexander Medina mochten in de slotfase van de wedstrijd hun debuut maken van interim-coach Gustavo Ferrín.
Daarna werd González regelmatig geselecteerd voor de nationale ploeg. Zo nam hij in 2007 deel aan de Copa América en in 2010 aan het WK in Zuid-Afrika. González speelde toen mee in de openingswedstrijd van Uruguay, maar kwam nadien niet meer in actie op het toernooi. Uruguay bereikte dat jaar de halve finale van het WK.

## Clubstatistieken
| seizoen | club                  | land        | competitie         | duels | goals |
| ------- | --------------------- | ----------- | ------------------ | ----- | ----- |
| 2002/03 | Danubio FC            | Uruguay     | Primera División   | 24    | 3     |
| 2003/04 | Danubio FC            | Uruguay     | Primera División   | 28    | 4     |
| 2004/05 | Danubio FC            | Uruguay     | Primera División   | 26    | 6     |
| 2005/06 | Danubio FC            | Uruguay     | Primera División   | 44    | 13    |
| 2006/07 | Danubio FC            | Uruguay     | Primera División   | 26    | 13    |
| 2007/08 | Danubio FC            | Uruguay     | Primera División   | 8     | 7     |
| 2007/08 | → AS Monaco           | Frankrijk   | Ligue 1            | 5     | 1     |
| 2008/09 | Valencia CF           | Spanje      | Primera División   | 0     | 0     |
| 2008/09 | → Newcastle United FC | Engeland    | Premier League     | 2     | 0     |
| 2009/10 | → Levadiakos          | Griekenland | Beta Ethniki       | 13    | 2     |
| 2010/11 | → Levante UD          | Spanje      | Primera División   | 3     | 0     |
| 2011/12 | Standard Luik         | België      | Jupiler Pro League | 19    | 2     |
| 2012/13 | Standard Luik         | België      | Jupiler Pro League | 12    | 6     |
| 2012/13 | → Hércules            | Spanje      | Segunda División   | 12    | 1     |
|         |                       |             | Totaal             | 223   | 58    |